# Sękocin Stary
Sękocin Stary [pronunciación en polaco: /sɛŋˈkɔt͡ɕin ˈstarɨ/] es un pueblo ubicado en el distrito administrativo de Gmina Raszyn, dentro del condado de Pruszków, Voivodato de Mazovia, en el centro-este de Polonia. Se encuentra a unos 8 kilómetros al suroeste de Raszyn, a 10 kilómetros al sureste de Pruszków, y a 16 kilómetros al suroeste de Varsovia.
El pueblo tiene una población de aproximadamente 1.000 habitantes.